# تومویا میکی
تومویا میکی (ژاپنی: 見木 友哉؛ زادهٔ ۲۸ مارس ۱۹۹۸) یک بازیکن فوتبال اهل ژاپن است.
از باشگاه‌هایی که در آن بازی کرده‌است می‌توان به باشگاه فوتبال جف یونایتد چیبا اشاره کرد.